# Eastern Boys
Eastern Boys là một bộ phim Pháp năm 2013 được viết và đạo diễn bởi Robin Campillo. Phim được công chiếu tại Liên hoan phim quốc tế Venice lần thứ 70 trong phần Orizzonti và sau đó được trình chiếu trong phần Điện ảnh thế giới đương đại tại Liên hoan phim quốc tế Toronto 2013.

## Nội dung
Marek, một người nhập cư trẻ tuổi người Ukraine ở Paris, làm trai bao trên đường trước cửa ga Nord cùng với những người bạn của mình, những "người đầu gấu" Đông Âu khác. Anh ta được Daniel, một doanh nhân người Pháp ở độ tuổi 50, chú ý. Daniel đi theo Marek tới nhà ga và mời Derek tới nhà anh tại nhà vào lúc 6 giờ tối ngày hôm sau.
Tối hôm sau, Daniel vô cùng lo lắng khi tìm thấy một cậu bé 14 tuổi ở cửa, tự nhận mình là 'Marek'. Chàng trai đẩy anh ta vào căn hộ và tiến hành trò chuyện với anh ta vì đã mời anh ta, một trẻ vị thành niên, đến nhà anh ta để quan hệ tình dục. Một lúc sau, lại có tiếng gõ cửa và cậu bé cho phép hai thanh niên Đông Âu khác vào nhà. Nhanh chóng, nỗi kinh hoàng của Daniel đã đến, họ được tham gia cùng với các thành viên còn lại, bao gồm 'Boss', thủ lĩnh người Nga của họ. Daniel đứng bất lực khi những người này tự ý vào nhà mình. Khi họ đi lại xung quanh căn hộ được trang bị hiện đại của Daniel, tự tiện sờ vào các đồ đạc, Boss chế giễu Daniel về sự bất lực và đồng tính luyến ái của anh ta, trước khi nhắc lại với anh ta rằng chính anh ta đã mời họ tới. Trong phòng khách của Daniel, khi những thanh niên khác đập phá căn hộ anh ta buộc phải mở tiệc.
Sau đó vào buổi tối, Marek thực sự đến và tham gia nhảy múa, dường như Marek không cảm thấy mặc cảm tội lỗi. Ngày hôm sau, Daniel thức dậy với một căn hộ rác rưởi.
Khi Daniel dần dần bắt đầu tân trang lại ngôi nhà của mình, và cuộc sống dường như trở lại bình thường, Marek lại đến thăm. Sau khi Daniel nhường chỗ cho những lần nhập cảnh liên tục của anh ta để vào, và mở cửa, chàng trai trẻ thẳng thừng đưa ra quan hệ tình dục. Daniel đồng ý sau một số do dự. Họ di chuyển đến phòng ngủ, nơi Marek lạnh lùng nằm nghiêng, khi Daniel đâm vào anh ta trước khi nhanh chóng kết thúc. Daniel đưa cho Marek một tờ tiền 50 euro trước khi anh vội vã rời đi.
Trước sự ngạc nhiên của anh, Marek trở lại vài ngày sau đó. Lần này, sau khi họ cởi quần áo, Daniel đưa Marek lên cao trào, trước khi anh lặng lẽ trèo xuống dưới vỏ bọc, và đi ngủ. Daniel thức dậy và thấy Marek không còn bên cạnh anh nữa, mà thấy anh trong bếp, đang ăn thức ăn thừa. Không nói gì, Daniel thu thập các vật phẩm từ tủ lạnh, và cuối cùng họ chia sẻ một bữa ăn.
Trong những tuần tiếp theo, Marek trở thành vật cố định thường xuyên trong cuộc sống của Daniel và dần dần học nói tiếng Pháp. Trong khi đi mua sắm hàng tạp hóa vào một buổi tối, Marek nói với Daniel rằng anh lớn lên ở Chechnya, rằng cả hai cha mẹ anh đều là thương vong trong chiến tranh và tiết lộ rằng tên anh thực sự là Rouslan. Trở lại căn hộ, Rouslan nói với Daniel rằng anh ta tin tưởng anh ta, trước khi buộc tội anh ta không đủ quan tâm để tin tưởng anh ta. Đêm đó, Daniel từ chối những tiến bộ của Rouslan lần đầu tiên. Khi điều đó làm anh buồn bã, anh nói với anh rằng anh là 'một đứa trẻ'.
Ngay sau đó, Daniel đề nghị Rouslan tìm kiếm một công việc, nói rằng anh ta không thể chỉ sống với số tiền 50 euro của mình. Anh ta yêu cầu Rouslan bắt đầu ngủ trên giường trong văn phòng, thay vì ở riêng mình. Rouslan miễn cưỡng tuân theo nhưng có một cơn ác mộng được kích hoạt bởi pháo hoa sẽ tắt gần đó. Anh thức dậy một cách sợ hãi và Daniel thấy anh bàng hoàng, trong khu vực sinh sống. Rouslan suy sụp, yêu cầu được biết tại sao Daniel không còn muốn anh và sợ rằng anh sẽ khiến anh rời đi. Daniel cam đoan với anh rằng anh sẽ không làm thế, rằng anh chỉ muốn họ ngừng ngủ cùng nhau. Anh tiết lộ rằng anh muốn Rouslan bắt đầu một cuộc sống mới, một cuộc sống mà anh có thể giúp thiết lập. Anh ta mời Rouslan chuyển vào căn hộ của mình và bảo anh ta phá vỡ mối quan hệ với băng đảng.
Hộ chiếu của Rouslan (cùng với giấy tờ của các thành viên băng đảng khác) được Boss giữ tại một khách sạn giá rẻ, giới hạn thành phố, đóng vai trò là căn cứ của băng đảng. Rouslan mạo hiểm đến khách sạn để lấy nó. Mặc dù anh ta đánh cắp chìa khóa của Boss vào tủ khóa giữ tài liệu, anh ta bị Boss phát hiện khi đang cố gắng tìm tủ khóa. Anh ta đang tập trung trở lại sàn nhà của họ, nơi Boss tấn công Rouslan, đập vỡ điện thoại di động của anh ta và bắt những chàng trai khác trói anh ta lại - khiến anh ta bị giam trong một phòng lưu trữ riêng.
Daniel trở nên lo lắng khi anh không thể liên lạc với Rouslan bằng điện thoại di động và lái xe về khách sạn. Khi người hướng dẫn không thể xác nhận nơi ở của Rouslan, Daniel nhận một căn phòng, theo gợi ý của cô, trên tầng hai, nơi những người nhập cư đang ở. Khi cô hộ tống anh vào phòng, cả hai nghe thấy một tiếng rên rỉ yếu ớt phát ra từ phòng lưu trữ. Mặc dù ban đầu, hướng dẫn viên đã loại bỏ điều này, nhưng khi Daniel gọi xuống quầy lễ tân ngay sau đó, cô giải thích rằng những người nhập cư được quản lý bởi Dịch vụ Xã hội và, do đó, nằm ngoài phạm vi quyền hạn của cô. Khi Daniel ngày càng quan tâm, cô đề nghị họ gọi cảnh sát. Daniel giải thích rằng anh ta phải tìm một cách khác sẽ không khiến Rouslan bị bắt và trục xuất.
Daniel quay trở lại hành lang khách sạn và gọi Rouslan ở cửa phòng lưu trữ. Rouslan, bị trói và bịt miệng, đáp lại bằng tiếng khóc nghẹt thở. Nhận ra mình phải hành động nhanh chóng, Daniel di chuyển chiếc xe của mình vào bãi đậu xe dưới lòng đất, sau đó sử dụng lối đi cầu thang để quay lại quầy lễ tân. Với một ý nghĩa của thỏa thuận bất thành văn, anh và người hướng dẫn trở lại tầng hai, nơi cô sử dụng chìa khóa của mình để mở khóa phòng lưu trữ. Đóng vai trò quan trọng của mình, người hướng dẫn viên nhanh chóng trở lại với công việc của mình, khi Daniel di chuyển Rouslan, vẫn bị trói, đến phòng khách sạn của anh ta trước khi các thành viên của băng đảng có thể phát hiện ra họ.
Khi Boss phát hiện ra rằng ai đó đã mở khóa cửa phòng lưu trữ và cho phép Rouslan trốn thoát, anh ta buộc tội một nhân viên khách sạn cơ sở, trước khi đấm anh ta. Nghe thấy sự hỗn loạn, Daniel nhìn thấy một cơ hội và gọi cảnh sát đến khách sạn. Khi hướng dẫn viên đối mặt với người nhập cư, Daniel sử dụng bình chữa cháy để đột nhập vào tủ khóa và lấy giấy tờ của Rouslan.
Cảnh sát đến và tràn vào khách sạn, trong khi Daniel chở Rouslan bị đánh đập tàn nhẫn xuống cầu thang để xe của anh ta trong bãi đậu xe dưới lòng đất. Khi anh ta hạ Rouslan xuống phía sau chiếc hatchback của mình, Boss tấn công hai người họ, đẩy Daniel sang một bên và đập Rouslan bằng nắm đấm của anh ta. Daniel quay trở lại đôi chân của mình trước khi phóng vào Boss và bóp cổ anh ta chống lại một cây cột bê tông.
Khi cảnh sát vây bắt những người nhập cư cuối cùng, Daniel và Rouslan lái xe đi để có vẻ an toàn. Boss tránh bị bắt và phát hiện chìa khóa căn hộ của Rouslan trong túi áo khoác da. Nhìn thấy một cơ hội để trả thù chính xác, Boss đi đến căn hộ của Daniel, chỉ để khám phá ra rằng vỏ của các phòng vẫn còn - Daniel và Rouslan đã rời khỏi căn hộ phía sau.
Nhiều tháng sau, Daniel tìm cách nhận nuôi Rouslan. Họ được thông báo rằng vì hoàn cảnh độc đáo của hiệp hội của họ, họ sẽ nhận được quyết định vào mùa thu. Khi họ rời tòa án, luật sư của họ khuyến khích họ hãy kiên nhẫn, nói với họ rằng đó là việc nhận con nuôi thường xuyên và không có lý do gì để lời từ chối của họ bị từ chối.

## Diễn viên
- Olivier Rabourdin vai Daniel
- Kirill Emelyanov vai Marek / Rouslan
- Daniil Vorobyov vai Boss (Danil Vorobyev)
- Edéa Darcque vai Chelsea
- Camila Chakirova vai Camila
- Beka Markozashvili vai Petit Marek
- Bislan Yakhiaev vai Bislan
- Mohamed Doukouzov vai Mohamed
- Aitor Bourgade vai Guillaume

## Tiếp nhận
Bộ phim đã được giới phê bình khen ngợi khi phát hành. Trên Rotten Tomatoes, bộ phim đã nhận được tỷ lệ tán thành 89%, dựa trên 36 đánh giá, với tỷ lệ trung bình là 7,69/10. Đồng thuận quan trọng của trang web là: "Chu đáo, không thể đoán trước và nắm bắt tổng thể,
Các chàng trai phương Đông lấp đầy thời gian hoạt động rộng lớn của mình với các chủ đề hấp dẫn và các nhân vật được vẽ sắc nét mang đến sự sống động bằng những màn trình diễn mạnh mẽ và định hướng khéo léo."
Nhiều nhà phê bình lưu ý sự khéo léo của Campillo khi dao động giữa các thể loại phim khác nhau. Guy Lodge, báo cáo từ Liên hoan phim Venice cho Variety, đã ca ngợi tính linh hoạt của nó, gọi nó là "bằng cách biến một bộ phim về cuộc xâm lược tại nhà đáng sợ, một câu chuyện tình yêu dịu dàng và một phim kinh dị trốn tìm căng thẳng". Các nhà phê bình khác, như Farran Smith Nehme của New York Post và Dave Calhoun của Time Out, đã không hào hứng với hành động cuối cùng của bộ phim, chỉ trích nó vì trượt vào lãnh thổ phim kinh dị chung.
Kỹ xảo điện ảnh của Jeanne Lapoirie thường xuyên được khen ngợi trong các bài phê bình, đặc biệt là cảnh mở đầu, trong đó máy quay theo chân nhân vật chính đi tuần tình dục quanh Gare du Nord, theo phong cách gợi lên những thước phim từ camera giám sát. Jonathan Romney của Film Comment ví phong cách máy ảnh góc rộng của Lapoiries với các tác phẩm của đạo diễn người Thụy Điển Ruben Östlund, khen ngợi cô vì công việc của mình trong việc phân định các nhân vật của bộ phim từ đám đông nhà ga.

## Giải thưởng
| Giải thưởng / Liên hoan phim                                | Thể loại                      | Người nhận và người được đề cử | Kết quả   |
| ----------------------------------------------------------- | ----------------------------- | ------------------------------ | --------- |
| César Awards                                                | Best Film                     |                                | Đề cử     |
| César Awards                                                | Best Director                 | Robin Campillo                 | Đề cử     |
| César Awards                                                | Most Promising Actor          | Kirill Emelyanov               | Đề cử     |
| International Festival of Independent Cinema PKO Off Camera | Kraków Film Award             |                                | Đoạt giải |
| Louis Delluc Prize                                          | Best Film                     |                                | Đề cử     |
| Prix Jacques Prévert du Scénario                            | Best Original Screenplay      | Robin Campillo                 | Đề cử     |
| Santa Barbara International Film Festival                   | Best International Film Award |                                | Đoạt giải |
| Venice Film Festival                                        | Horizons Award for Best Film  |                                | Đoạt giải |